# Painkiller
Painkiller és una minisèrie dramàtica estatunidenca de Netflix creada per Micah Fitzerman-Blue i Noah Harpster. La sèrie de sis episodis, que es basa en l'article de The New Yorker del periodista Patrick Radden Keefe "The Family That Built an Empire of Pain" i en el llibre Pain Killer: An Empire of Deceit and the Origin of America’s Opioid Epidemic de Barry Meier, se centra en el naixement de la crisi dels opioides amb èmfasi en Purdue Pharma, el fabricant d'OxyContin. Painkiller es va estrenar a Netflix el 10 d'agost de 2023. S'ha subtitulat al català.

## Repartiment i personatges
- Uzo Aduba com a Edie[6]
- Matthew Broderick com a Richard Sackler[7]
- Sam Anderson com a Raymond Sackler
- Taylor Kitsch com a Glen Kryger
- Carolina Bartczak com a Lily Kryger
- Tyler Ritter com a John Brownlee
- John Ales com el Dr. Gregory Fitzgibbons
- Ron Lea com a Bill Havens
- Ana Cruz Kayne com a Brianna Ortiz
- West Duchovny com a Shannon Schaeffer
- Jack Mulhern com a Tyler Kryger
- Dina Shihabi com a Britt
- John Rothman com a Mortimer Sackler
- John Murphy com a Michael Friedman
- Noah Harpster

## Episodis
| Núm. | Títol                                         | Direcció   | Guió                                                 | Data d'estrena original |
| ---- | --------------------------------------------- | ---------- | ---------------------------------------------------- | ----------------------- |
| 1    | «The One to Start With, The One to Stay With» | Peter Berg | Micah Fitzerman-Blue i Noah Harpster                 | 10 d'agost de 2023      |
| 2    | «Jesus Gave Me Water»                         | Peter Berg | Micah Fitzerman-Blue i Noah Harpster                 | 10 d'agost de 2023      |
| 3    | «Blizzard of the Century»                     | Peter Berg | Will Hettinger, Micah Fitzerman-Blue i Noah Harpster | 10 d'agost de 2023      |
| 4    | «Is Believed»                                 | Peter Berg | Boo Killebrew, Micah Fitzerman-Blue i Noah Harpster  | 10 d'agost de 2023      |
| 5    | «Hot! Hot! Hot!»                              | Peter Berg | Boo Killebrew, Micah Fitzerman-Blue i Noah Harpster  | 10 d'agost de 2023      |
| 6    | «What's in a Name?»                           | Peter Berg | Micah Fitzerman-Blue i Noah Harpster                 | 10 d'agost de 2023      |

## Producció
La producció va començar a Toronto l'abril de 2021 i va acabar el novembre de 2021. La sèrie va ser dirigida per Peter Berg.